# Droga wojewódzka nr 152
Droga wojewódzka nr 152 (DW152) – droga wojewódzka w woj. zachodniopomorskim o długości 57,8 km łącząca drogę nr 163 w Przyrówku koło Połczyna-Zdroju z drogą krajową nr 6 w Płotach. Droga przebiega przez powiat gryficki, powiat łobeski, powiat świdwiński.
Trasa podlega Rejonowi Dróg Wojewódzkich Gryfice i Rejon Dróg Wojewódzkich Białogard.
Zachodniopomorski Zarząd Dróg Wojewódzkich w Koszalinie określił ją jako drogę klasy G.

## Miejscowości leżące przy trasie 152
- Płoty
- Resko
- Starogard
- Świdwin
- Redło
- Nowe Ludzicko